# かぼちゃ屋
『かぼちゃ屋』（かぼちゃや）は古典落語の演目の一つ。『南瓜屋』とも表記される。別題は『唐茄子屋』。
与太郎が慣れない商売をして客と滑稽なやり取りをする内容で、『道具屋』と同趣向の演目である。
元々は『みかん屋』（『蜜柑屋』）という上方落語の演目で、大正初年に3代目柳家小さんが東京に持ち込む際に改作したとされる。売値以外のものに掛け値をするという要素の古い事例は、安楽庵策伝が寛永5年（1628年）に出版した『醒睡笑』第五巻の「人はそだち」に、息子の年齢を聞かれた商人が「あれは、そらね（空値）十三というて、定のね（値）十二じゃ」と答えるエピソードがある。さらに貞享4年の『はなし大全』下巻には「丁稚が懸値」というタイトルの話が収録され、以後も安永5年（1776年）の『軽口駒さらゑ』第3巻の「かけねの間違ひ」で掛け値を言わないことを叱られた丁稚が売値以外のもの（この場合は火災現場までの距離）に掛け値をして答えるなどの形で、話が膨らまされた。
主な演者として、5代目柳家小さんや7代目立川談志などがいる。上方の『みかん屋』は2代目桂ざこば一門が多く演じる。ざこばは6代目笑福亭松鶴から直接教わった。

## あらすじ
二十歳になっても仕事をせず、ぶらぶらと遊んでいる与太郎。「頭に霧がかかった」奴で、何をやらせてもかえって事をおかしくしてしまうため、面倒を見ている佐兵衛叔父さんは常にハラハラさせられている。
「二十歳になってもぶらぶらと遊んでいるんだって？　お前のお袋がな、『何か商売を覚えさせてくれ』と言ってたが、何かやるか？」
「いいよ、そんなの」
「いい訳があるか。だいたい、遊んでちゃ飯が食われないぞ。なんで飯を食うか知ってるか？」
「箸と茶碗」
「そうじゃないよ…」
「あ、ライスカレーはシャジで食う」
ひっくり返りそうになった叔父さんだが、何とか気を取り直して「かぼちゃ」を売ってはどうかと持ちかけた。
「元値が大きい方が13銭、小さい方が12銭だ。勘定しやすいように、大小10個ずつ籠に入っている。これは元値だから、よく上を見て（掛け値をして）売れよ！」
と、よく言い聞かせて送りだした。
「暑い…暑い…」
文句を言いながらも、何処かの路地裏に通りかかった与太郎。いきなり「かぼちゃあ」と大声を張り上げたので、そこにいた男は目を白黒。
「かぼちゃ屋か。かぼちゃは《唐茄子》っても言うから、『唐茄子屋でござい』と言った方が良いぞ」
「フーン。『唐茄子屋でござい』ッ！さあ、買え。」
「俺は銭湯に行くんだ。銭湯にかぼちゃを持っていって如何するんだ」
「湯に浮かべておくんだ。一緒に湯につかっていると、どちらがカボチャかわからない」
「張り倒すぞ！！」
たたき出されてしまった。しばらく歩いていると、また何処かの路地裏に通りかかった。また「かぼちゃあ」と大声を張り上げていると、今度は親切そうな男が声をかけてくる。
「唐茄子か。大二つくれ。30銭で釣りはあるか？」
「釣りはねえから、30銭にまけとかあ」
「上にまける（値上げする）なよ…」
見かねた男は、相長屋の衆に売りさばいてくれた。しかし、当の与太郎は「上を見て」の意味がわからないから、元値を告げて文字通り平和に空を見上げている。
「売り切れたぞ！　安いからなぁ…」
「フーン」
「『フーン』？　ありがとうございますとか何とか言え」
「どういたしまして」
がっくりと来るお客を残し、与太郎は意気揚々とご帰還。
待っていた叔父さんは、ようすを聞いて
「《上をみろ》って言われて、何もしないで空を見上げていた？　道理で元値しかないわけだ」
そんなことじゃ女房子が養えないから、もう一度行ってこいと与太郎を送り出す。
元のところへ戻ってきて、さっきのおじさんに「大将、唐茄子買って！」
「唐茄子ばっかり食えるかよ。まぁ、まあ安いからいいか。12銭のをまた三つ」
「今度は13銭だよ」
「急に値上がりしたなぁ…｣
さっきは『上を見ろ』(掛け値)の意味を知らなかったと聞き
「おめでたい奴だなぁ…。お前、いくつだ？」
「えーと、60！」
「60!?　如何見たって二十歳ぐらいだぞ？」
「元は20で、40は掛け値だ」
「歳に掛け値する奴があるか」
「掛け値しないと、《女房子が養えない》」

## 題材について
「唐茄子」はカボチャを小型化し、甘味を強くした改良品種。明和年間から出回りはじめた。「かぼちゃ（唐茄子）野郎」は、「安っぽい間抜け」の意味になる。